# Neoamerioppia costulifera
Neoamerioppia costulifera är en kvalsterart som beskrevs av Sandór Mahunka 1997. Neoamerioppia costulifera ingår i släktet Neoamerioppia och familjen Oppiidae. Inga underarter finns listade i Catalogue of Life.